# Hyalonema timorense
Hyalonema timorense är en svampdjursart som beskrevs av Isao Ijima 1927. Hyalonema timorense ingår i släktet Hyalonema och familjen Hyalonematidae. Inga underarter finns listade i Catalogue of Life.